# Is It Just Me?
Is It Just Me? är en låt av det brittiska rockbandet The Darkness, skriven av Justin Hawkins, Dan Hawkins och Frankie Poullain. Låten var bandets andra singel från dess andra studioalbum, One Way Ticket to Hell ...and Back, och gavs ut den 20 februari 2006 på Atlantic Records. Is It Just Me var The Darkness femte raka topp-10 hit i Storbritannien då den som bäst nådde plats åtta på den brittiska singellistan.
Bandets förra basist, Richie Edwards, har sagt att Is It Just Me är hans favorit bland The Darkness låtar och att det är en "kött och potatis-rocker".

## Historia

### Låtskrivandet
I en intervju med tidningen Kerrang! berättade Justin Hawkins vad låten handlar om.
| ”                | Detta är en sång om att vara ifrån någon och att sakna denna person och att ha en relation som du försöker sköta över en lång distans, och den är baserad på personliga erfarenheter. I låten nämns John o' Groats, Land's End, Big Ben och Taj Mahal och den innehar en rolig fräck bit i andra versen. "I see your face when I close my eyes and there ain't no place like between your thighs!" | „ |
| – Justin Hawkins | |   |

### Musikvideo

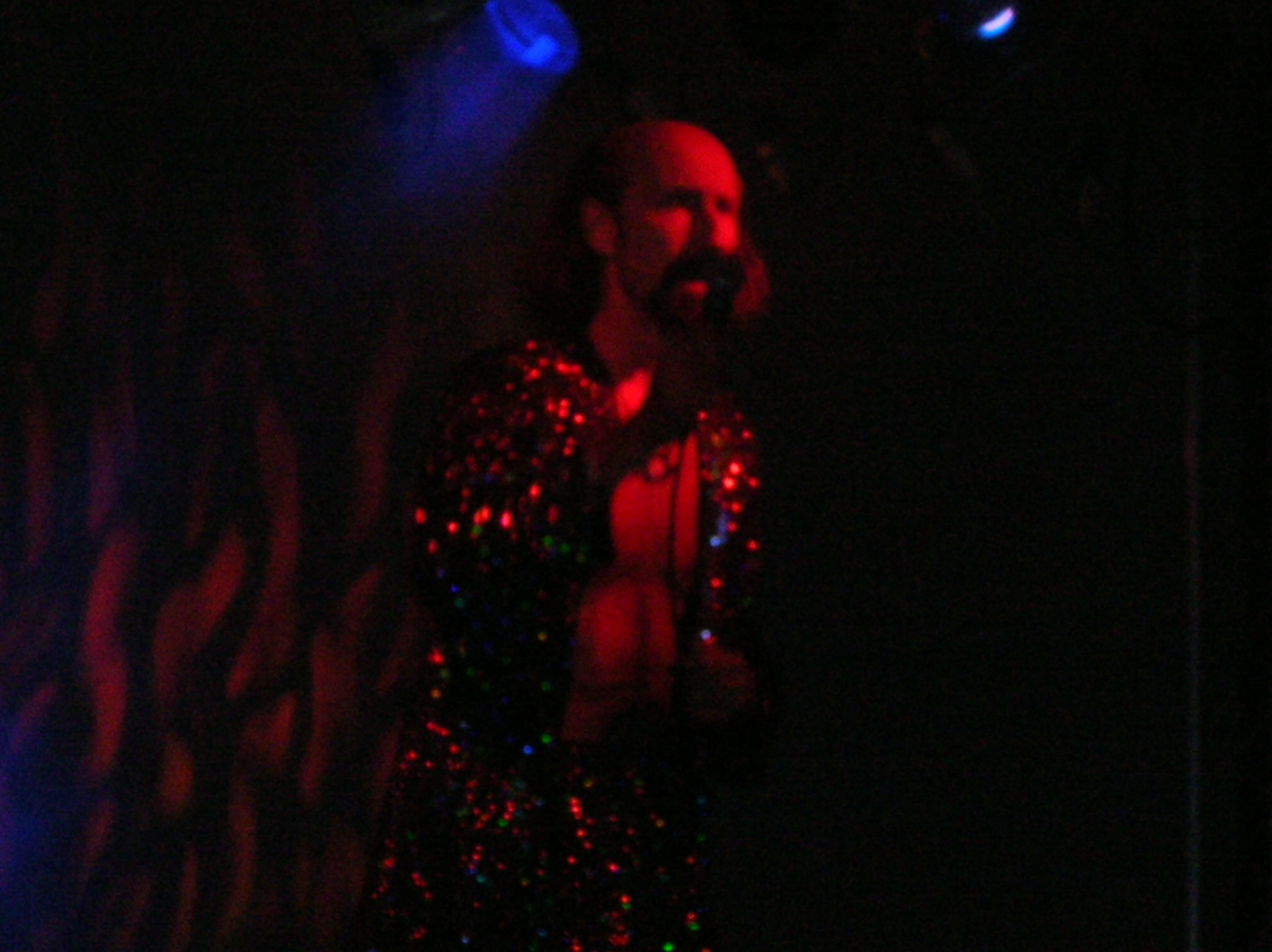
Arthur Brown medverkar i låtens musikvideo.

Musikvideon regisserades av Tim Pope, vilket var hans andra samarbete med gruppen; han hade tidigare regisserat videon till One Way Ticket och kom även senare att regissera videon till gruppens nästföljande singel, Girlfriend. I videon gifter sig Justin Hawkins med sig själv och spelar ett gitarrsolo iklädd en brudklänning. I videon spelar sångaren Arthur Brown en präst.

## Låtlista
1. "Is It Just Me?" (J. Hawkins, D. Hawkins, F. Poullain) – 3:07
2. "Shit Ghost" (Hawkins, Hawkins) – 3:10
3. "Shake (Like A Lettuce Leaf)" (Hawkins, Hawkins) – 3:18

## Listplaceringar
| Land           | Placering |
| -------------- | --------- |
| Storbritannien | 8         |
| Irland         | 36        |
| Australien     | 39        |